# Sinopoda guap
Sinopoda guap – gatunek pająka z rodziny spachaczowatych i podrodziny Heteropodinae.

## Taksonomia
Gatunek ten opisany został po raz pierwszy w 2012 roku przez Petera Jägera na łamach „Zootaxa”. Jako miejsce typowe wskazano Tham Nam Non na południowy wschód od Na Hin w laotańskiej prowincji Khammouan. Epitet gatunkowy oznacza po laotańsku „niemal” i odnosi się do niemal całkowicie zredukowanych oczu u tego pająka.

## Morfologia
Jedyny zmierzony okaz jest samicą o ciele długości 13,6 mm przy prosomie długości 5,8 mm i szerokości 5 mm oraz opistosomie (odwłoku) długości 7,8 mm i szerokości 3,4 mm. U okazu przechowywanego w alkoholu karapaks jest żółtawobrązowy z nieco przyciemnioną częścią głowową i rudobrązową jamką, a szczękoczułki są ciemnorudobrązowe. Oczy przednio-środkowej pary są całkiem nieobecne, zaś oczy par pozostałych obecne jedynie w formie zredukowanych soczewek. Szczękoczułki mają trzy zęby na krawędzi przedniej i cztery na tylnej. Nogogłaszczki samicy mają pazurki z dziewięcioma ząbkami.  Genitalia samicy mają szersze niż dłuższe pole epigynalne z krótkimi i wąskimi pasmami przednimi, pozbawione sensillów szczeliniastych. Kieszonki epigynalne tworzą okrągłą krawędź wokół przedsionka kopulacyjnego. Boczne płaty wulwy są silnie rozwinięte, zlane, od spodu wystające. Układ kanalików wewnętrznych rozbiega się od otworów kopulacyjnych, jedynie w tylnej części przybierając prawie równoległy przebieg. Wyrostki gruczołowe są krótkie.

## Rozprzestrzenienie
Pająk orientalny, endemiczny dla Laosu, znany tylko z lokalizacji typowej na terenie prowincji Khammouan. Odnaleziony w jaskini na wysokości 260 m n.p.m.